# Swertia grandiflora
Swertia grandiflora är en gentianaväxtart som beskrevs av H. Smith. Swertia grandiflora ingår i släktet Swertia och familjen gentianaväxter. Inga underarter finns listade i Catalogue of Life.